# 阿孙病毒素
阿孙病毒素是一种含氮有机化合物，分子式C10H11NO，属于哌啶类生物碱，可作为抗病毒药物，存在于阿孙链霉菌（Streptomyces abikoensis）等鏈黴菌屬物种中。